# Mangar-kunjer-kunja
Dans la mythologie des Aborigènes d'Australie, Mangar-kunjer-kunja est un dieu-lézard qui est à l'origine de la création des êtres humains. Il trouva les premiers êtres, Rella manerinja, sur une colline. Au commencement, ils étaient fusionnés dans un morceau de bois et il les sépara avec un couteau, leur sculpta des oreilles, des bouches et des nez. Il leur donna également le couteau, la lance, le bouclier, le feu, le boomerang et le tjurunga. Enfin, il leur confia le système du mariage.